# Kurt E. Koch
Kurt E. Koch (* 16 de novembro 1913 em Bergshausen ; † 25 de janeiro 1987 ) era protestante teólogo e escritor . Ele era conhecido principalmente por suas publicações sobre ocultismo .

## Vida
Depois de estudar teologia protestante, Kurt se formou doutor em teologia pela Universidade de Tübingen. Ele era pastor a serviço da Igreja do Estado Baden. Suas funções foram, principalmente, o trabalho com os jovens , exorcismo e evangelismo . 
Além disso, Koch trabalhou durante anos como missionário na África , em estreita colaboração com a missão humanitária Kwasizabantu (KSB) .Em 1949 ele fundou a missão Bíblia e Escritura com o objetivo de distribuir a Bíblia e revistas evangelísticas em todo o mundo de forma gratuita. [1] A missão ainda existe hoje como uma associação registada em Schwäbisch Gmünd - Lindach sob a égide da KSB. Nos anos seguintes, o seu serviço de viagem missionária e evangelística o levou a mais de 100 países, com palestras em universidades, seminários, escolas bíblicas, e muitas igrejas em todos os continentes. Ele também era um publicitário.

## Escritura e teologia atividade genérica
Os principais temas de sua obra e livros foram: a decisão de vida pessoal por Cristo, o cuidado pastoral em relação ao ocultismo, informações sobre ataques demoníacos mentais, as várias áreas de avivamento da terra, o trabalho do Espírito Santo e do retorno de Jesus .
Alguns de seus livros que publicou sob a seguinte pseudônimos :. Klaus Becker, Carol Córnea, Peter cardo, Kazimierz Kucharski, Marc Marot, René Monod [2]
Koch estava convencido sobre a existência de bruxaria e magia negra que competiam em uma luta contra o bem pelo domínio da supremacia terrestre. 

## Bíblia e Escritura Mission Dr. Kurt Koch eV
Koch fundou sua própria editora para distribuir seus escritos. Sua editora, Kwaziabantu, é hoje a principal distribuidora de seus materiais  na Alemanha e é administrada por seu filho.

## Publicações (selecção)
- - Jesus cura , evangelismo Publishing, 5ª Edição 1962
  - Heinrich Coerper e seu trabalho , publicando a missão Liebenzeller, Bad amor Zell / Württemberg 1964
  - Occult ABC , Bíblia e Escritura Mission Dr. Kurt E. Koch eV, 4ª edição de 1996
  - Deus entre os Zulus. Herold-Verlag, Frankfurt am Main 1979
  - Pastoral e ocultismo. 26 Edition, bem-Verlag, Basel / Fundição, 1985, ISBN 3-924293-18-x (Tradução Inglês: Christian Aconselhamento e Ocultismo )
  - Posse e exorcismo. . 1 Edition, Bíblia e Missão Escrituras, 1992, ISBN 978-0-88981-028-0

## Literatura
- - Helmuth Pfandl: . Com Jesus em todo o mundo para o trabalho da vida de Kurt E. Koch Evangelização Publishers, Laval Canadá, 1983, ISBN 0-88981-016-8